# 梅村信弘
梅村 信弘（うめむら のぶひろ）は、日本の電子工学者。公立千歳科学技術大学理工学部教授。工学博士（大阪工業大学）・理学士（大阪市立大学）。
専門は、マテリアルフォトニクス・応用物理、生体電子工学・レーザ工学・非線形光学。

## 略歴
大阪市立大学（現：大阪公立大学）理学部物理学科卒業。2000年大阪工業大学大学院工学研究科電気電子工学専攻博士課程修了、工学博士（大阪工業大学）。2005年防衛庁電子装備研究所（現：防衛装備庁）技官などを経て、2022年現在、公立千歳科学技術大学理工学部教授。
主な所属学会は、応用物理学会、アメリカ光学会、レーザー学会など。

## 主な研究
- 非線形光学結晶による紫外光から中赤外レーザー光発生とその応用
- 深紫外線パルスレーザー光による殺菌効果の検討[3]
- BaGa4S7結晶による高調波発生及び光パラメトリック発振
- 統合光波電子戦システムの性能確認試験
- 波長変換方法と温度安定型波長変換素子の開発 - 科学技術振興事業団等との共同特許[4]
- レーザー発生装置の開発 - オカモトオプティクス等との共同特許[5]